# Nuevo Jerusalén, Quintana Roo
Nuevo Jerusalén är en ort i Mexiko.   Den ligger i kommunen Bacalar och delstaten Quintana Roo, i den östra delen av landet, 1 100 km öster om huvudstaden Mexico City. Nuevo Jerusalén ligger 34 meter över havet och antalet invånare är 433.
Terrängen runt Nuevo Jerusalén är platt. Runt Nuevo Jerusalén är det glesbefolkat, med 16 invånare per kvadratkilometer. Närmaste större samhälle är Maya Balam, 18,9 km öster om Nuevo Jerusalén. I omgivningarna runt Nuevo Jerusalén växer i huvudsak städsegrön lövskog.